# مگلیتینید
مگلیتینید (انگلیسی: Meglitinide) دسته‌ای از داروهای مورد استفاده برای درمان دیابت نوع ۲ شامل رپاگلینید، میتی‌گلینید و ناتگلینید هستند.

## مکانیسم عمل
این داروها به یک کانال K+ (KATP) وابسته به ATP روی غشای سلولی سلول‌های بتای پانکراس به روشی مشابه سولفونیل اوره‌ها متصل می‌شوند، اما میل اتصال ضعیف‌تری دارند و از محل اتصال SUR1 جدا می‌شوند. این باعث افزایش غلظت پتاسیم درون سلولی می‌شود که باعث می‌شود پتانسیل الکتریکی به سمت داخل سلولی غشاء مثبت‌تر شود. این دپلاریزاسیون کانال‌های Ca2+ دارای ولتاژ را باز می‌کند. افزایش کلسیم داخل سلولی منجر به افزایش ادغام گرانول انسولین در غشای سلولی و در نتیجه افزایش ترشح انسولین (pro) می‌شود.